# Shaun White
Shaun Roger White (født 3. september 1986 i San Diego, Californien) er en amerikansk professionel snowboarder og skateboarder. Han er tredobbelt olympisk mester og har rekorden for flest guldmedaljer ved Vinter X-Games.
Hand vandt guldmedalje ved vinter-OL 2006 i Torino, vinter-OL 2010 i Vancouver og i vinter-OL 2018 i Pyeongchang alle gange i herrernes halfpipe.

## Eksterne links
- Wikimedia Commons har flere filer relateret til Shaun White
- Officiel hjemmeside
- Shaun Whites opslag i Munzinger Sportsarchiv (tysk)
- Shaun Whites profil på Olympics.com (engelsk)
- Shaun Whites profil på Olympic.org (arkiveret) (engelsk)
- Shaun Whites profil på Sports-Reference OL-resultater (arkiveret) (engelsk)
- Shaun Whites profil på Olympedia (engelsk)
- Shaun Whites profil hos USA's Olympiske Komité
- Shaun Whites profil hos FIS (snowboard) (engelsk)
- Shaun Whites profil hos NNDB (engelsk)
- Shaun Whites profil hos Encyclopædia Britannica Online (engelsk)
- Shaun White på Internet Movie Database (engelsk)
- Shaun White på Filmdatabasen
- Shaun White på Scope
- Shaun White på Svensk Filmdatabas (svensk)
- Shaun White på AlloCiné (fransk)
- Shaun White på AllMovie (engelsk)
- Shaun White på The Movie Database (engelsk)
- Shaun White på Encyclopædia Britannica Online (engelsk)

- Wikimedia Commons har flere filer relateret til Shaun White